# Dollard Senécal
Dollard Senecal (30 de octubre de 1912 - 2012) fue un naturalista canadiense. 

## Biografía
En 1931 se volvió miembro de la Compañía de Jesús. 
Cinco años más tarde, fundó un primer “Círculo de Jóvenes Naturalistas” (Cercles des Jeunes Naturalistes) que bautizó “Ignace de Loyola”. 
Durante 18 años el padre Senecal organizó colonias de verano para los miembros de su círculo. Con ellos, preparó también, en 1952, una importante exposición sobre Ciencias Naturales en Montreal. Todos sus esfuerzos le valieron el reconocimiento de los miembros de la Sociedad Canadiense de Historia Natural.
Poco después, el hermano Senecal se volvió miembro de la administración de los C.J.N. Mientras formó parte de la organización, entre 1950 y 1960, dio clases de ciencias naturales a enseñantes de primaria para que pudiesen fundar círculos de jóvenes naturalistas en las escuelas donde trabajaban. 
A lo largo de su carrera, el hermano Senecal elaboró mucho material didáctico para ayudar a los directores de “Círculos” a través de la Provincia. También dirigió revistas para jóvenes y adultos de las cuales firmó numerosos artículos. Finalmente, Dollard Senecal participó en diferentes programas locales de radio y de televisión.